# Петров, Борис Лаврентьевич
Борис Лаврентьевич Петров (6 августа 1910, с. Оскуй, Новгородская губерния, Российская империя — 6 декабря 1981, Ленинград, СССР) — советский военачальник, генерал-лейтенант авиации (27.01.1951).

## Биография
Родился 6 августа 1910 года в селе Оскуй, ныне Чудовского района Новгородской области. Русский. С 1921 года — воспитанник детского дома. В 1925 году начал свою трудовую деятельность на предприятиях Ленинграда, одновременно без отрыва от производства поступает планерную школу под руководством Олега Антонова. В 1928 году инструктором школы становится Валерий Чкалов — лётчик-испытатель, который в дальнейшем сыграл в жизни Петрова большую роль, став его наставником.

### Военная служба

#### Межвоенные годы
В июне 1929 года по рекомендации В. Чкалова Борис Петров был принят в Ленинградскую военно-теоретическую школу лётчиков, которую окончил 1930 году и поступил в военную школу лётчиков в Борисоглебске. В 1931 году по окончании школы проходил службу в авиационных частях на следующих должностях: младший летчик, с 1933 года — начальник службы вооружения, старший летчик 9-й авиационной эскадрильи (г. Смоленск, Белорусский ВО). В декабре 1933 года эскадрилья переводится на Дальний Восток в посёлок Угловое, где Петров продолжил службу флаг-штурманом, а с 1937 — инструктором по технике пилотирования АЭ. С 1938 года — командир 14-го авиационного полка ВВС Тихоокеанского флота, участник боевых действий у озера Хасан. Член ВКП(б) с 1940 года. С 1940 года — командир 7-й авиационной бригады ВВС ТОФ.

#### Великая Отечественная война
С началом войны в прежней должности. В октябре 1942 года переводится в действующую армию на должность заместителя командующего ВВС Северного флота по технике пилотирования и воздушному бою. Участвовал в разработке и проведении ударов по аэродромам, базам и коммуникациям противника. С декабря 1942 года начальник Управления ПВО СФ. Руководил разработкой и проведением операций по прикрытию Главной базы флота, своих коммуникаций и конвоев союзников. С июля 1943 года начальник штаба ВВС Черноморского флота. Разрабатывал и участвовал в проведении операций с боевым применением минно-торпедной и штурмовой авиации на дальних и ближних коммуникациях протвника с ударами по вражеским аэродромам и базам как днем, так и ночью. В августе—сентябре 1943 года участвовал в разработке и проведении операции по освобождению Новороссийска в качестве командующего объединенной авиагруппой ВВС флота и 4-й Воздушной армией, за что был награжден орденом Суворова II степени. В январе 1944 года ранен при катастрофе самолета, около года был на излечении в госпитале. В феврале 1945 года в качестве командующего южной авиагруппой участвовал в разработке и проведении операции по успешному обеспечению Ялтинской конференции.

Могила генерал-лейтенанта Бориса Петрова на Серафимовском кладбище Санкт-Петербурга.

#### Послевоенное время
После окончания войны в прежней должности. В июне 1945 года назначен командующим ВВС Черноморского флота. В феврале 1946 года назначен командующим ВВС Северного флота. В августе 1947 года назначен командующим ВВС Северо-Балтийского флота (ВВС 8-го ВМФ). В 1955 году поступил, а в 1957 году окончил военно-морской факультет Военно-морской академии им. К. Е. Ворошилова. В декабре 1957 года назначен командующим ВВС Балтийского флота. С февраля 1961 года в распоряжении главкома ВМФ. С марта 1961 года-заместитель начальника кафедры оперативного искусства ВМФ командного факультета Военно-морской академии. С декабря 1969 года генерал-лейтенант авиации Петров в запасе. Занимался литературным творчеством на тему военной авиации в годы Великой Отечественной войны.
Умер 6 декабря 1981 года в Ленинграде, похоронен на Серафимовском кладбище.

## Награды
- орден Ленина (26.10.1955)[4][5]
- три ордена Красного Знамени (24.07.1943[6], 08.07.1945[7], 02.09.1950[5][8])
- орден Суворова II степени (25.10.1943)[9]
- орден Отечественной войны I степени (24.02.1945)[10]
- орден Красной Звезды (03.11.1944)[5][11]
  - медали в том числе:
  - «За оборону Кавказа» (22.02.1945)[12]
  - «За оборону Советского Заполярья» (17.09.1945)[13]
  - «За победу над Германией в Великой Отечественной войне 1941—1945 гг.» (1945)[4]
  - «Ветеран Вооружённых Сил СССР» (1976)

## Сочинения
- В северном небе // Звезда. 1975. № 5. С. 137—159;
- Мой учитель — Чкалов // Звезда. 1978. № 2. С. 160—173.
- «Задачи получены» (сборник рассказов «На левом фланге» Издательство Советская Россия Москва 1976 год. Составитель В. Ф. Гладков, И. С. Семиохин);
- «В боях за Родину» (научно-художественный сборник «Хочу всё знать», Ленинград 1970 год. Составитель А. Н. Томилин);
- «Незабываемое» (научно-художественный сборник «Хочу всё знать» Ленинград 1979 год. Составитель А. Н. Томилин);
- «Высота подвига» (литературно-художественный журнал «Звезда», № 2 1978 год).